# Nacaduba septentrionalis
Nacaduba septentrionalis är en fjärilsart som beskrevs av Shirôzu 1953. Nacaduba septentrionalis ingår i släktet Nacaduba och familjen juvelvingar. Inga underarter finns listade i Catalogue of Life.